# Mütter des Grundgesetzes

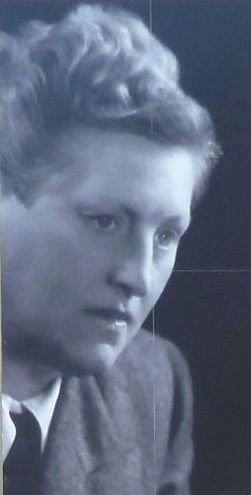
Elisabeth Selbert (SPD)

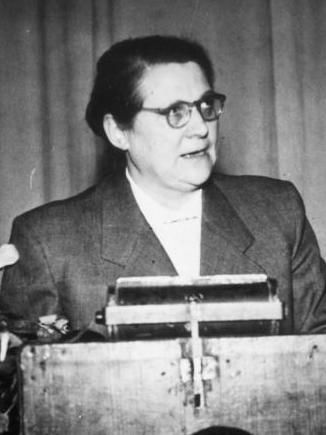
Helene Wessel (Zentrum)

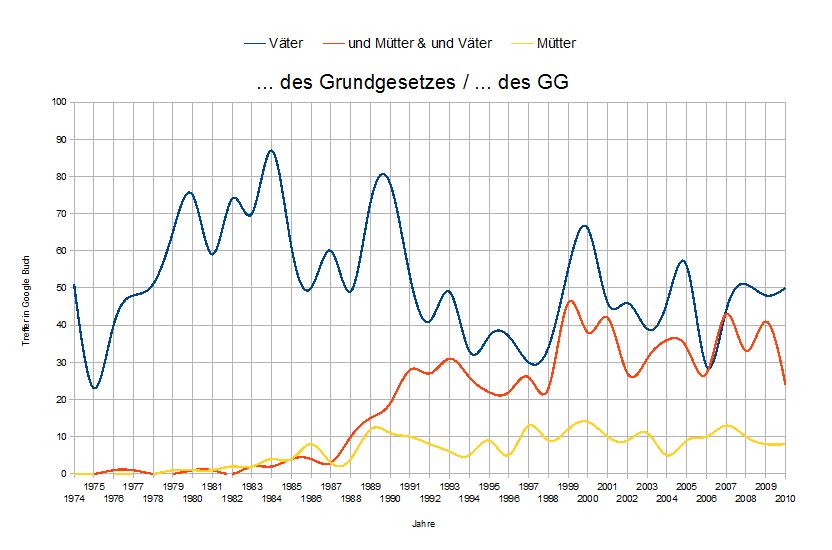
Verlauf der Erwähnung von „Vätern“ (blau) und „Müttern“ (gelb) des Grundgesetzes im Corpus von Google Buch ab 1974 (rot: beide Geschlechter)

Als Mütter des Grundgesetzes werden die vier weiblichen Mitglieder des Parlamentarischen Rates bezeichnet, die 1948/49 an der Ausarbeitung des Grundgesetzes der Bundesrepublik Deutschland beteiligt waren: Elisabeth Selbert, Friederike Nadig, Helene Weber und Helene Wessel. Sie setzten sich insbesondere für die Verankerung der Gleichberechtigung von Frauen und Männern im Grundgesetz ein.
Mit der Verabschiedung des Grundgesetzes im Mai 1949 trat ein für die Frauen in Deutschland besonders bedeutsamer Verfassungsartikel in Kraft: Artikel 3 Absatz 2, der die Gleichberechtigung von Frauen und Männern festlegte. Die Formulierung war das Ergebnis intensiver politischer Auseinandersetzungen und wurde maßgeblich durch das Engagement dieser vier Frauen ermöglicht.
Unter den 65 Mitgliedern des Parlamentarischen Rates, der ab September 1948 das Grundgesetz erarbeitete, waren sie die einzigen weiblichen Mitglieder.

## Historischer Hintergrund
Die Entstehung des Grundgesetzes erfolgte im Auftrag der westlichen Alliierten, die nach dem Zweiten Weltkrieg eine demokratische Neuordnung Westdeutschlands forderten. Ein erstes Vorbereitungstreffen zur Ausarbeitung einer neuen Verfassung fand vom 10. bis 25. August 1948 auf Herrenchiemsee statt, ohne Beteiligung von Frauen.
Der Parlamentarische Rat wurde am 1. September 1948 in Bonn einberufen, um eine neue Verfassung für die westlichen Besatzungszonen Deutschlands zu erarbeiten. Im Parlamentarischen Rat, dem verfassungsgebenden Gremium mit insgesamt 70 Mitgliedern (65 aus den westlichen Besatzungszonen, 5 aus Berlin), waren nur vier Frauen vertreten. Diese waren: Elisabeth Selbert (SPD), Frieda Nadig (SPD), Helene Weber (CDU) und Helene Wessel (Zentrumspartei), die sich auf unterschiedliche Art für die verfassungsrechtliche Verankerung der Gleichberechtigung von Frauen und Männern einsetzten.
Die Forderung nach Gleichberechtigung im Grundgesetz stand im Zusammenhang mit einem breiten gesellschaftlichen und politischen Diskurs über die Rolle der Frau in der Nachkriegsgesellschaft und den entstehenden deutschen Verfassungen. Neue Forschungen (2024) belegen, dass die Formulierung von (Art. 3 Abs. 2) im direkten Zusammenhang mit dem Demokratischen Frauenbund Deutschlands (DFD) in der sowjetischen Besatzungszone stehen. Der DFD hatte im Verfassungsentwurf der SED für die spätere DDR einen Artikel eingebracht, in dem es hieß: „Mann und Frau sind gleichberechtigt. Alle Gesetze und Bestimmungen, die der Gleichberechtigung der Frau entgegenstehen, sind aufgehoben.“
Durch die enge Vernetzung führender Frauen in der Nachkriegspolitik, war Herta Gotthelf, Frauensekretärin im SPD-Parteivorstand, mit der Formulierung vertraut. Sie unterhielt enge Kontakte, unter anderem zur Vorsitzenden der DFD-Verfassungskommission, Käthe Kern, mit der sie bereits seit den 1920er-Jahren in der SPD-Frauenpolitik zusammenarbeitete. Auf Initiative Gotthelfs wurde der Gleichberechtigungssatz in den Verfassungsentwurf der SPD aufgenommen. Elisabeth Selbert übernahm diese nahezu wortgleich: „Männer und Frauen sind gleichberechtigt.“ und brachte sie erfolgreich in den Parlamentarischen Rat ein.

## Übersicht
Elisabeth Selbert und Friederike „Frieda“ Nadig (beide SPD) setzten gegen anfangs heftigen Widerstand, auch aus eigenen Reihen, die Aufnahme des Artikel 3 Abs. 2 „Männer und Frauen sind gleichberechtigt.“ in das bundesdeutsche Grundgesetz durch.
Helene Weber (CDU), die älteste der vier Frauen, hatte bereits an der Weimarer Verfassung mitgewirkt und war im Parlamentarischen Rat als Schriftführerin Mitglied des Präsidiums. Sie war von 1919 bis 1933 fast ununterbrochen und nach der Zeit des Nationalsozialismus wieder ab 1946 Parlamentsabgeordnete und reorganisierte nach 1945 die katholische Frauenbewegung.
Helene Wessel war seit 1946 stellvertretende Vorsitzende der Zentrumspartei. Durch ihre Wahl zur Vorsitzenden im Jahr 1949 wurde sie die erste Frau an der Spitze einer Partei in Deutschland sowie die erste weibliche Fraktionsvorsitzende. Bei der Schlussabstimmung vom 8. Mai 1949 lehnte sie das Grundgesetz wegen einer unzureichenden Berücksichtigung christlicher Wertvorstellungen und des Fehlens sozialstaatlicher Grundrechte ab.